# 聿修堂

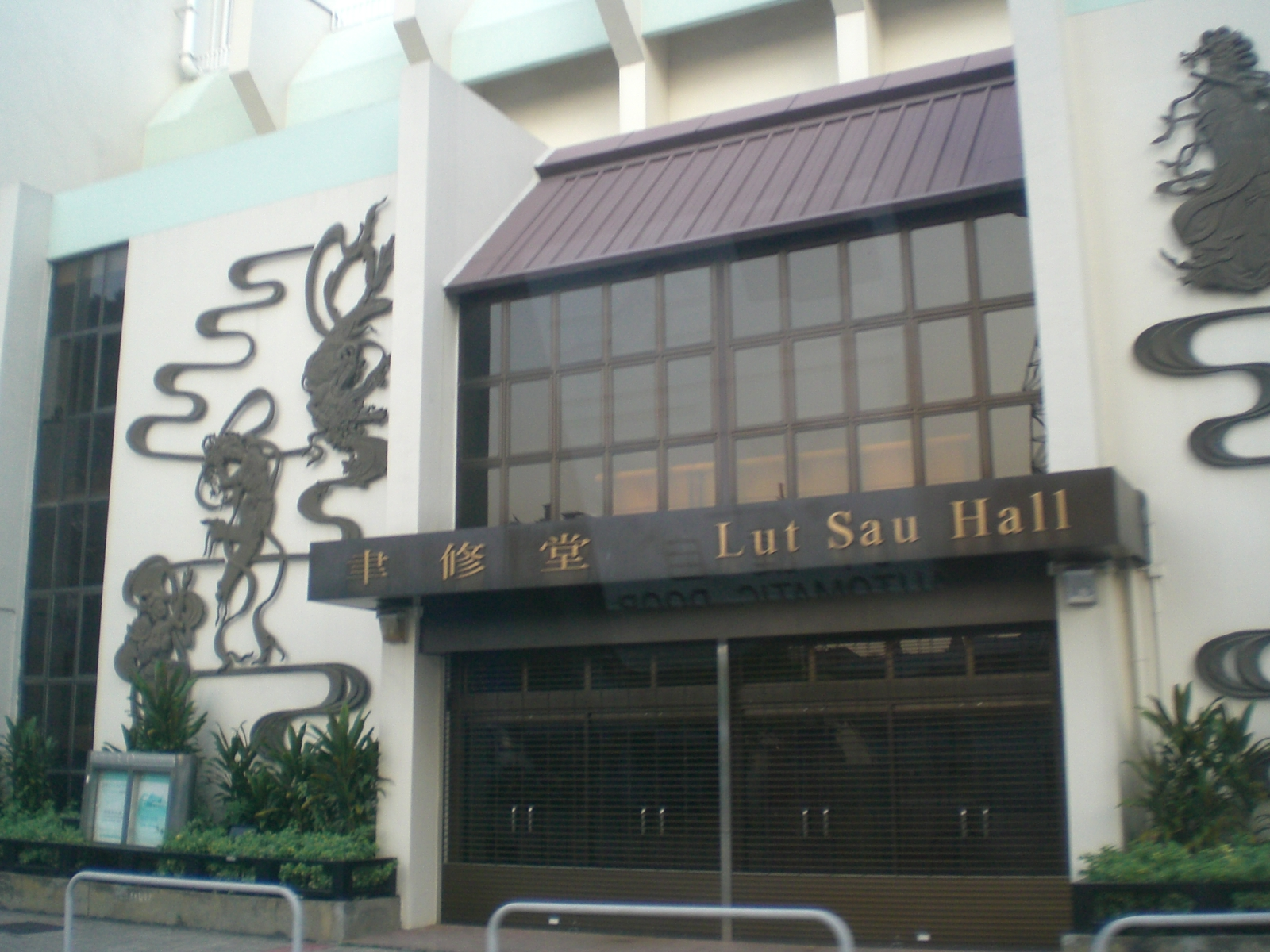
聿修堂

聿修堂（英語：Lut Sau Hall）是香港元朗區昔日的主要公共表演場館，位於新界元朗體育路7號，趙聿修紀念中學之內，為該校的禮堂；情況與借用大埔官立中學禮堂的大埔文娛中心相似。該堂以香港教育家趙聿修命名。
聿修堂於1981年落成啟用，曾為區內唯一的公共表演場館，直到元朗劇院於2000年5月啟用後，同年9月交還校方。不過，該堂附近的巴士站仍以該堂命名。

## 設施
聿修堂設有一個880個座位的演藝廳和100平方米的排演室。
兩個室外籃球場。
兩個電腦室。